# Iambia rufescens
Iambia rufescens là một loài bướm đêm trong họ Noctuidae.